# Centro-Oeste de Queensland
O Centro-Oeste de Queensland é uma região remota no estado australiano de Queensland, que abrange cerca de 396.650 quilômetros quadrados. A região fica ao norte do sudoeste de Queensland e ao sul do Golfo Country.
O Centro-Oeste de Queensland é atendido pela estação de rádio ABC Western Queensland. Tem uma população de aproximadamente 12.387 pessoas.